# Heterarchie
Heterarchie (Grieks: ἕτερος heteros, ander en ἄρχειν archein, heersen) is een min of meer gelijkwaardige verhouding in een organisatie. Het verschilt daarmee van een hiërarchie waarin er in de verhoudingen onderscheid wordt gemaakt tussen hoger en lager. Het begrip werd ingevoerd door de neurofysioloog en cyberneticus Warren McCulloch in samenhang met het functioneren van neurale netwerken als complement van hiërarchie. Heden ten dage wordt dit begrip weer meer toegepast door de managementtheorie, in het bijzonder voor de precisering van het begrip decentralisatie.
Heterarchie staat voor zelfbestuur en zelfbestemming en benadrukt decentrale en bottom-up-beslissingen. Iedere deelnemer en organisatie-eenheid van een heterarchische organisatie is dus tegelijkertijd manager van deze organisatie.
De heterarchische structuur van een onderneming of van een netwerk is de tegenhanger van de hiërarchische structuur. De coördinatie en samenwerking binnen een onderneming ontstaan gelijkwaardig en de machtsverhoudingen binnen de onderneming zijn neutraal. In het ene geval zal de ene persoon als leider optreden, in het andere geval een andere persoon.
Ook in heterarchische organisaties zijn ook altijd vaste verhoudingen. Zo zal de jongere de oudere gehoorzamen, de minder ervaren de meer ervaren, de volgzame de leider en de zwakkere de sterkere.